# Solrad 1
Solrad 1 — первый американский спутник электронной разведки, а также первая солнечная обсерватория. Был запущен 22 июня 1960 года. Первый в мире спутник, наблюдавший рентгеновское излучение солнца, а также первый в мире, запущенный с другим спутником (с навигационным спутником Transit 2A). Также известен как Sunray 1, GRAB-1. 
Оставался засекреченным до июня 1998. В качестве прикрытия и для более эффективного использования доступного пространства в качестве полезной нагрузки внутри спутника ученые NRL установили датчики, первоначально разработанные как часть научной полезной нагрузки программы Vanguard, для контроля выбросов солнечного излучения.
Приёмники спутников GRAB должны были собирать данные о параметрах работы советских радаров и ПВО. Спутники запускались в качестве дополнительной нагрузки вместе с другими спутниками для поддержания секретности. Полученные данные передавались в US NRL для ВВС США и АНБ.
Также на борту располагались два фотометра Лайман-альфа и один рентгеновский фотометр. Цель дополнительной нагрузки состояла в том, чтобы провести долгосрочные непрерывные наблюдения за спектральной линией водорода Лайман-альфа и мягких рентгеновских лучей и соотнести эти данные с наземными наблюдениями.

## Конструкция

### Корпус и питание
Как и Авангард-3, SOLRAD/GRAB 1 имеют примерно сферическую форму, но был снабжён шестью круглыми участками солнечных батарей. Диаметр сферы 51 сантиметр (20 дюймов), Масса спутника несколько меньше Авангарда-3 (19,05 кг против 23,7 кг). Аккумуляторные батареи - девять батарей типоразмера D (всего 12 вольт), питание от солнечных батарей, выдающих мощность примерно 6 Вт.

### Полезная нагрузка

#### Пакет научных инструментов SOLRAD
Научный пакет инструментов SOLRAD включал в себя два альфа-фотометра Лаймана (камеры с ионами серебра) для исследования ультрафиолетового света солнца в диапазоне длин волн 1050-1050 Å и один рентгеновский фотометр (ионно-аргоновая камера) на диапазоне длин волн 2–8 Å, все датчики установлены вокруг экватора спутника.

#### Пакет наблюдения GRAB
Аппаратура наблюдения спутника GRAB была разработана для обнаружения советских радаров противовоздушной обороны, вещающих в диапазоне S (1550–3900 МГц) в зоне диаметром 6500 километров под спутником. Приемник на спутнике был настроен на приблизительную частоту радаров, и его выход использовался для запуска отдельного УКВ-передатчика на спутнике. Когда он пролетал над Советским Союзом, спутник обнаруживал импульсы от ракетных радаров и немедленно передавал их на американские наземные станции в пределах досягаемости, которые регистрировали сигналы и отправляли их в NRL для анализа. Хотя приемник GRAB был всенаправленным, он искал одни и те же сигналы на нескольких проходах и сравнивал их с известным местоположением спутника, поэтому можно было определить приблизительное местоположение радаров, а также их точную частоту повторения импульсов.

### Телеметрия
Телеметрия отправлялась с помощью четырех штыревых антенн длиной 63,5 см (25,0 дюйма), установленных на экваторе SOLRAD. Научная информация передавалась на частоте 108 МГц, команды с Земли и данные электронной разведки собирались при помощи меньших антенн на частоте 139 МГц. Данные, полученные на станциях наблюдения, записывались на магнитную ленту и передавались обратно в NRL, где они оценивались, продублировались и передавались в Агентство национальной безопасности (АНБ) в Форт-Мид, штат Мэриленд, и в командование стратегического воздушного базирования на авиабазе Оффа в Омахе, штат Небраска, для дальнейшего анализа и обработки.

### Ориентация
Как и большинство ранних автоматических космических аппаратов, SOLRAD / GRAB 1, хотя и стабилизировался вращением, но не имел системы управления ориентацией и, таким образом, сканировал все небо, не фокусируясь на конкретном источнике. Чтобы ученые могли правильно интерпретировать источник рентгеновских лучей, обнаруженных SOLRAD / GRAB 1, космический аппарат имел вакуумный фотоэлемент, чтобы определить, когда Солнце поражает свои фотометры и угол, под которым солнечный свет попадает на них.

## Запуск

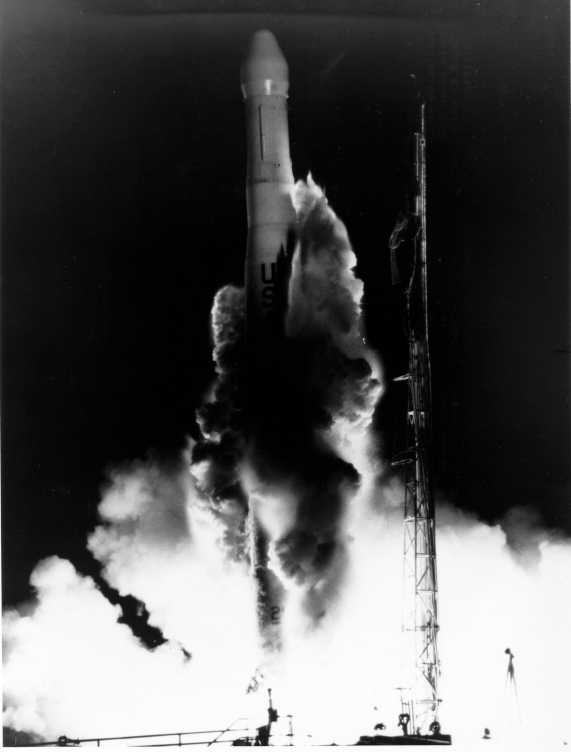
Старт ракеты-носителя Тор-Эйблстар со спутниками SOLRAD 1 и Transit 2A

SOLRAD / GRAB 1 был запущен в 05:54 UTC 22 июня 1960 года ракетой-носителем Thor DM-21 Ablestar с мыса Канаверал, стартовой площадки  LC-17B. Первый раз в мире два спутника (вторым был более крупный Transit 2A) с приборами были выведены на орбиту одной ракетой. SOLRAD / GRAB 1 сразу после вывода совершал облет Земли каждые 101½ минуты, высота орбиты изменялась от 611 километров в перигее до 1046 километров в апогее. Эта орбита отличалась от запланированной круговой орбиты высотой 930 км. Нештатная орбита была вызвана глюками на второй ступени ракеты-носителя, но это не повлияло на выполнение программы спутника.